# Stenopogon californiae
Stenopogon californiae là một loài ruồi trong họ Asilidae. Stenopogon californiae được Walker miêu tả năm 1849.